# Virgen del burgomaestre Meyer
La Virgen del burgomaestre Meyer, también conocida como Madona del burgomaestre Jakob Meyer o Madona de Darmstadt es una pintura de Hans Holbein el Joven. 
Esta pintura perteneció a la Hessische Hausstiftung (Fundación Hessiana) entre 1997 y 2011, cuando fue vendida al magnate Reinhold Würth. Normalmente se encontraba en el Palacio del Gran Duque de Darmstadt, de donde derivó su nombre popular de Madona de Darmstadt (en alemán, Darmstädter Madonna). Durante el período 2004-2008 se exhibió en préstamo limitado en el Museo Städel de Fráncfort del Meno y actualmente, como parte de la Colección Würth, se exhibe en uno de los centros expositivos de dicha colección privada: la Sala Schwäbisch de la localidad de Schwäbisch Hall . 
Se trata de un óleo sobre madera de conífera con unas dimensiones de 144 centímetros de alto y 101 de ancho. La madera en concreto sería de abeto, según Imdahl en el catálogo de la exposición de 2004. En el Städel se definió al cuadro como óleo en madera de tilo. El catálogo de la exposición Holbein. Los años en Basilea (2006, pág. 110) se refiere a este material como madera resinosa.
Su datación no es segura, se cree que fue un encargo realizado entre los años 1526 y 1529.

## Historia

### Lugar en la obra de Holbein

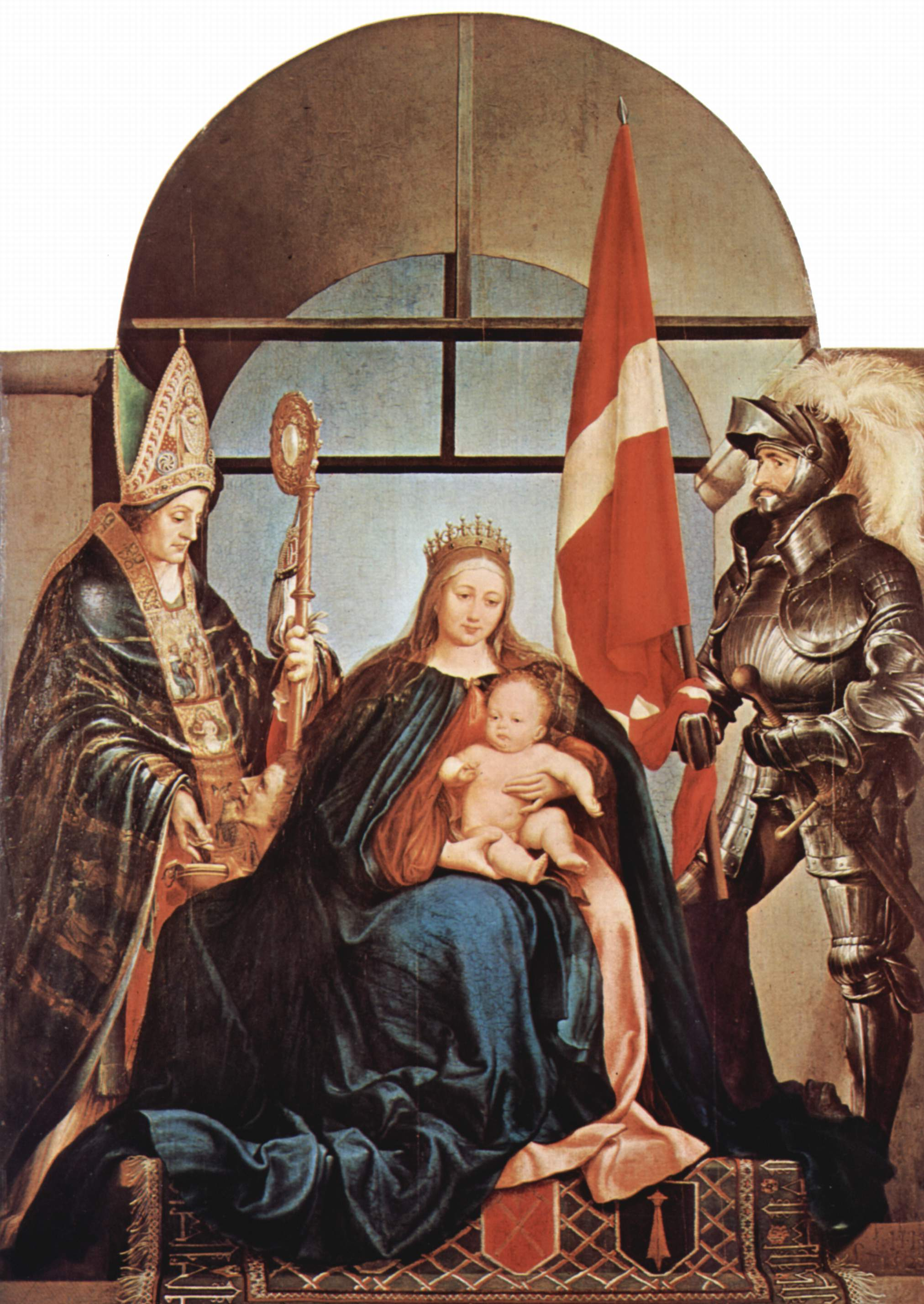
Hans Holbein el Joven: Madona Solothurn, 1522, madera de tilo, 143,5 x 104,9 cm, Museo de Arte de Solothurn

Se trata del último encargo religioso de Holbein para Basilea. Cuando el pintor llegó a esta ciudad en el año 1515 existía aún un mercado de pinturas para católicos. Con la llegada de la reforma a la ciudad alrededor del año 1520 la demanda de este tipo de obras debió decrecer notablemente. No obstante, Holbein pintó grandes pinturas sobre tabla con temas religiosos, antes de su primera estancia en Inglaterra en el otoño de 1526. Holbein aceptó encargos de ambos lados de la contienda religiosa. Principalmente fueron retablos católicos, muchos de los cuales cayeron víctimas de la tendencia iconoclasta de 1529. Entre las obras religiosas de este periodo están la Virgen de Solothurn, la Virgen de Darmstadt y el Cristo sepultado, aunque su función permanezca sin aclarar.
Tanto esta obra como la Virgen de Solothurn son obras de gran tamaño, adecuadas como retablos, aunque al mismo tiempo podrían servir de epitafios o cuadros memoriales, asumiendo una doble función. La Virgen de Solothurn es la segunda madona por tamaño de Holbein. A diferencia de la pintura realizada para Jakob Meyer, la Virgen de Solothurn presenta a la Virgen y el Niño sentados en un trono, con los santos Martín y Ursus a los lados. Los donantes están representados solo a través de sus escudos de armas en una alfombra que se encuentra a los pies de la Virgen. La pintura se corresponde por lo tanto con el tipo de la sagrada conversación. La Virgen de Darmstadt es mucho más compleja iconográficamente. También la representación de Cristo sepultado tiene un formato singular y una representación dramática dentro de la obra de Holbein. Estas dos pinturas insólitas - Cristo sepultado y la Virgen de Darmstadt-, permiten suponer que Holbein hizo a sus clientes sugerencias temáticas e iconográficas.
Con el traslado final a Inglaterra en 1532 el énfasis de Holbein se traslada a los retratos, quedando relegados los temas religiosos.

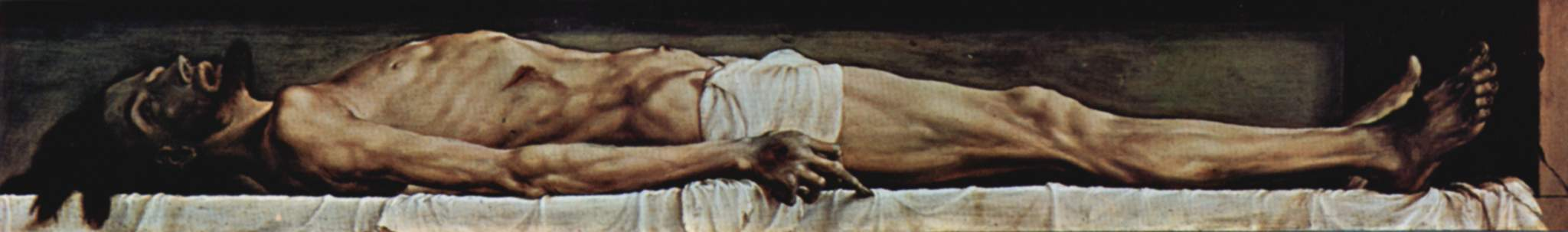
Hans Holbein el Joven: El Cristo sepultado (Der Leichnam Christi im Grabe), 1521/22, 30,5 x 200 cm, Museo de Arte de Basilea

### Encargo de Jakob Meyer zum Hasen

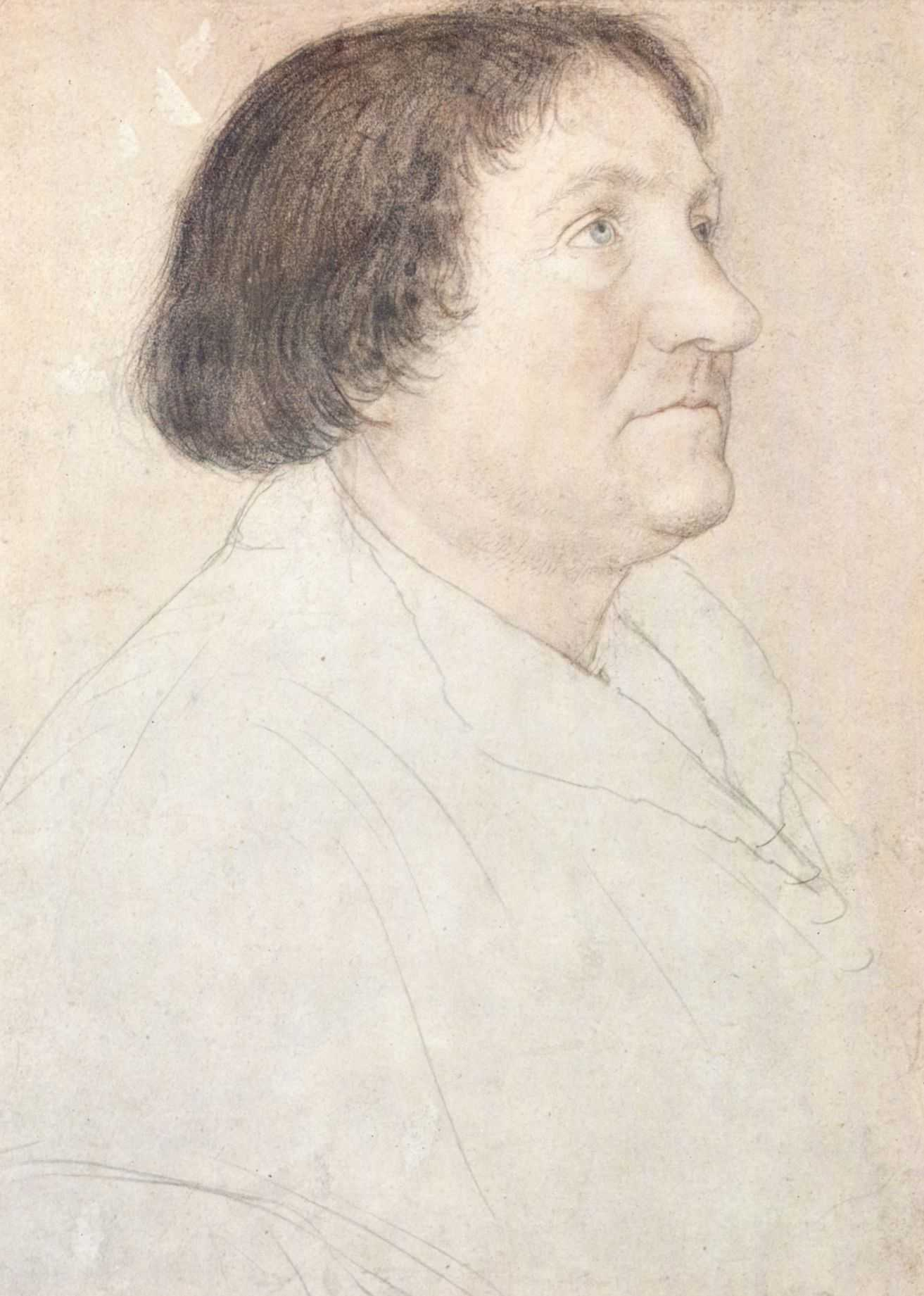
Jakob Meyer zum Hasen, dibujo preparatorio para un retrato, tiza negra y coloreada sobre papel blanco grisáceo, 38,3 × 27,5 cm Museo de Arte de Basilea, Kupferstichkabinett, Inv. Nr. 1823.140

Aparecen en este cuadro el comitente, el burgomaestre de Basilea, Jakob Meyer, y su familia; a la derecha sus dos esposas (la difunta Magdalena Bär y Dorothea Kannengießer), y a la izquierda, con él, aunque no se sabe seguro, tradicionalmente se ha creído que sus dos hijos premuertos.
Se cree que se hizo para la capilla privada del donante, pero no se sabe seguro el motivo del encargo. Probablemente esté en relacionado con las creencias católicas de los Meyer. Al tiempo de pintarse, la reforma había sido generalmente aceptada, y probablemente Meyer quería reafirmar públicamente su fe católica. El año exacto de ejecución es desconocido, pero se señala el año 1526 como probable debido a ciertos datos que se conocen de Anna Meyer, representada al fondo a la derecha. La inusual forma de la pintura sugiere que debía encajar en la arquitectura de la capilla de la casa del donante en Basilea, justo delante de las puertas de la ciudad, en Gundeldingen, pero no hay prueba de que la pintura estuviera realmente allí alguna vez. Es posible que se pensara como retablo para una iglesia y, antes de colocarla allí, se cambiara de opinión debido a las tendencias iconoclastas, como ocurrió con la iglesia de San Martín en Basilea y la Madona de Solothurn.
Un análisis de la pintura a través de rayos infrarrojos y radiografías, realizados en 1999 en el museo del castillo de Darmstadt, permitió saber que solo la representación de la Virgen con el Niño se hizo respetando el dibujo o esbozo preliminar. El resto de las figuras fueron corregidas una y otra vez durante la ejecución. Estas investigaciones concluyeron que el dibujo de los retratos no se hizo antes del inicio de la obra sobre la pintura (como se ha creído tradicionalmente), sino durante el proceso de ejecución de la pintura. Muestra rastros de una transmisión mecánica de los perfiles al lienzo y a un cartón intermedio.

### Revisión de 1528
A simple vista se advierte que la pintura fue más tarde retocada: originalmente el largo cabello de Anna Meyer, como en el dibujo preparatorio, caía abiertamente sobre los hombros, y su madre Dorothea Kannengießer llevaba como la difunta Magdalena Bär una amplia banda por la barbilla y una voluminosa capucha, que cubría la mayor parte del rostro. Holbein, que había regresado en el otoño de 1528 de Inglaterra a Basilea, adaptó el cambio de estatus social de Anna. En lugar del pelo suelto se muestra ahora como una joven casadera con un tocado conocido como Jungfernschapel. Dorothea Kannengießer muestra un traje más moderno. Esta revisión después de solo unos años muestra tanto la pretensión de la familia del cliente de estar al día como la huella del paso del tiempo.

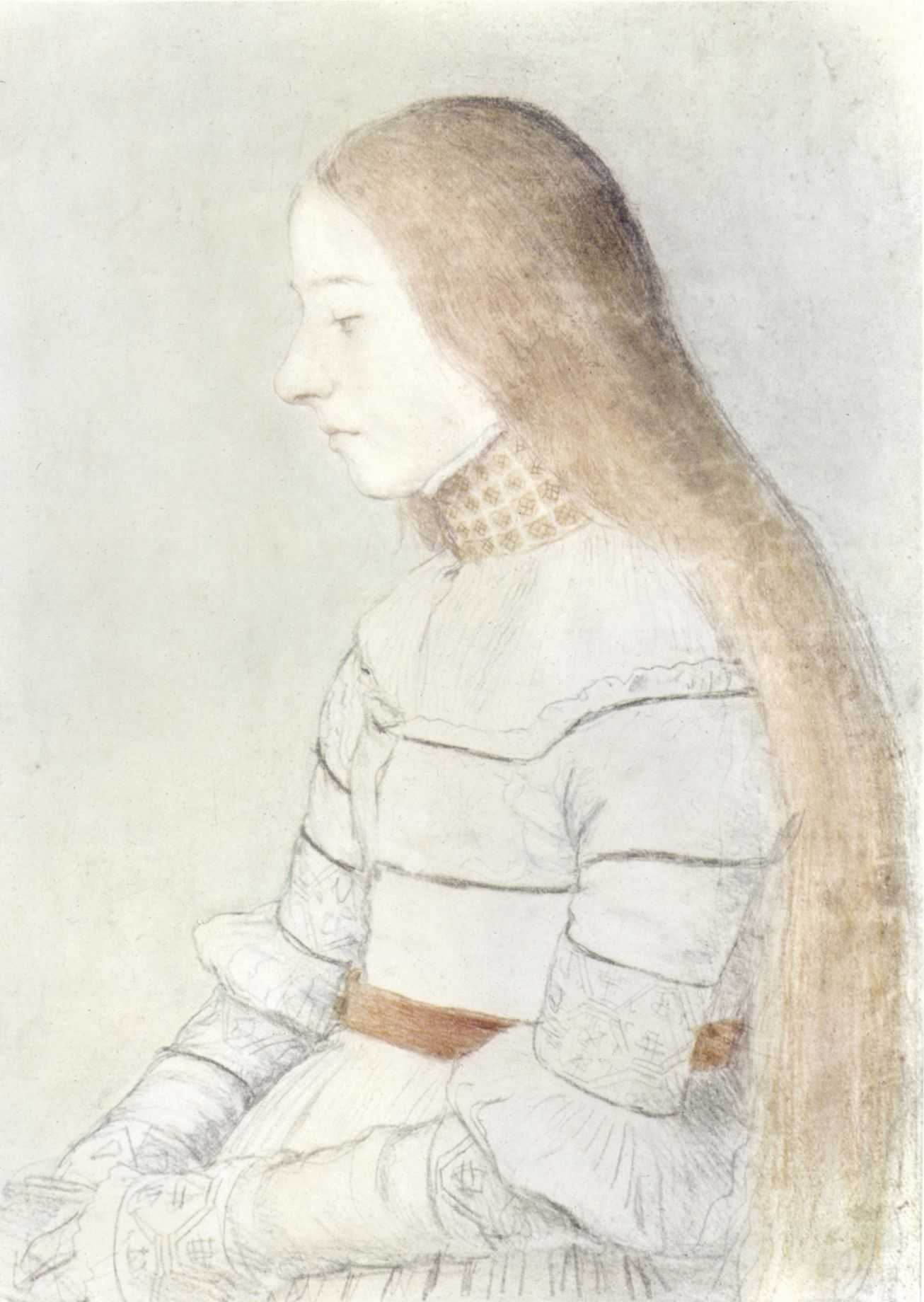
Anna Meyer: dibujo preparatorio, tiza negra y coloreada sobre papel blanco verdoso, 39,1 × 27,5 cm, Museo de Arte de Basilea, Kupferstichkabinett, Inv. Nr. 1823.142
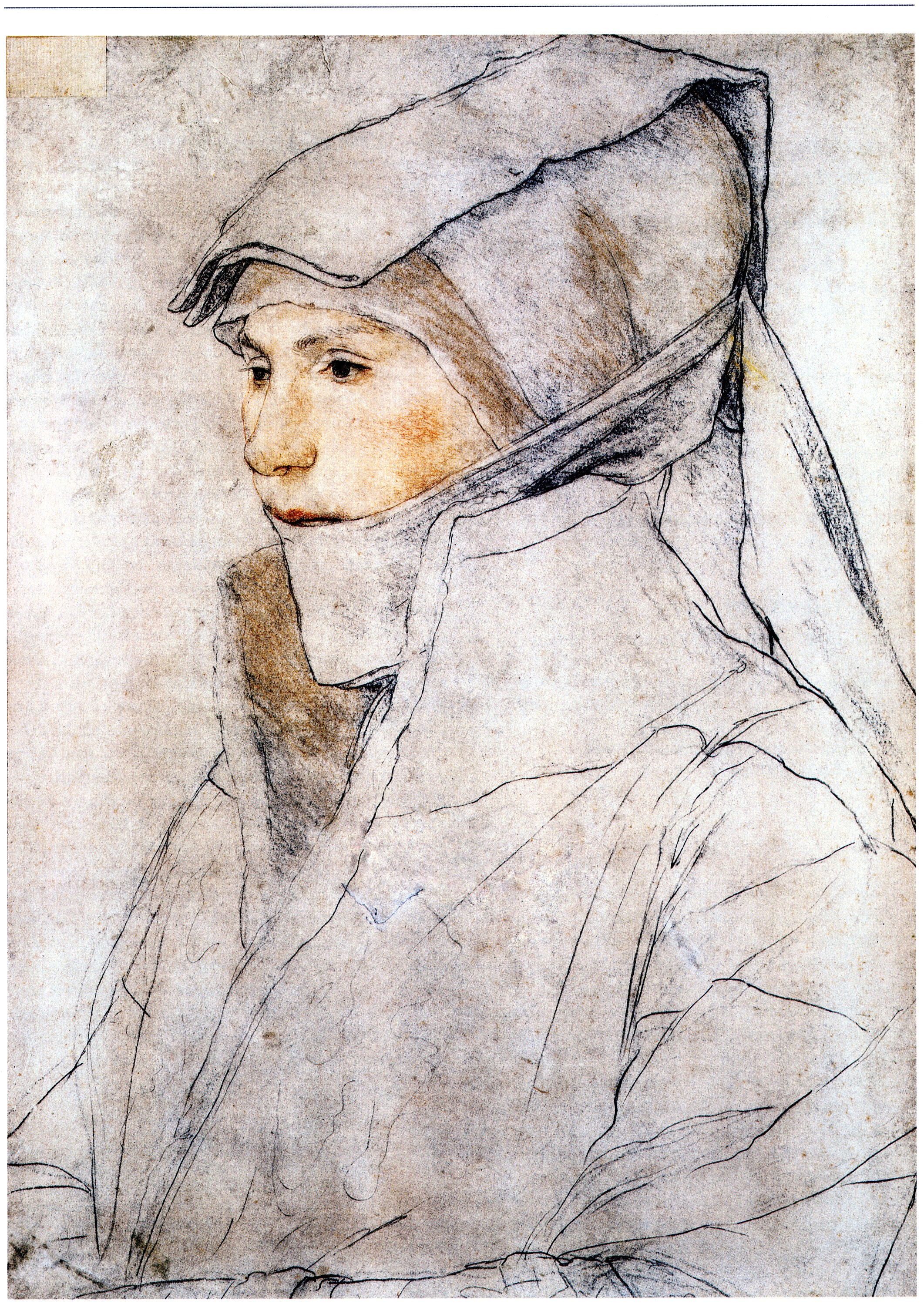
Dorothea Kannengießer: dibujo preparatorio, tiza negra y coloreada en papel blanco, 39,5 x 28,1 cm, Museo de Arte de Basilea, Kupferstichkabinett, Inv. Nr. 1823.141
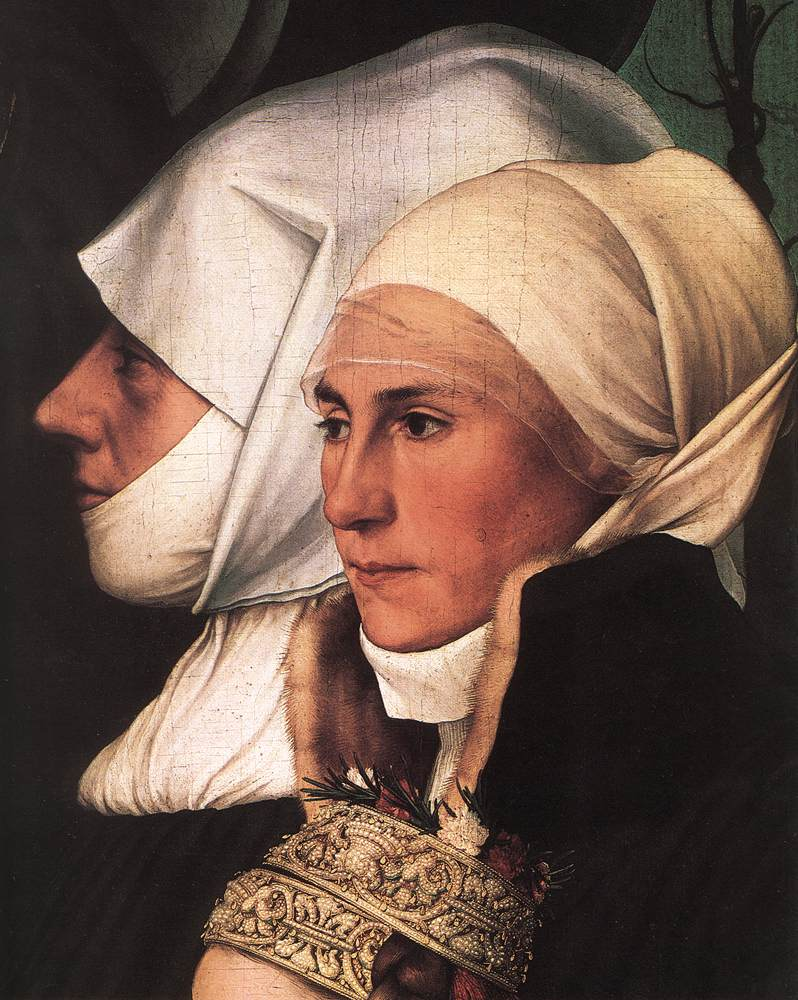
Detalle del cuadro: En la cara de Dorothea Kannengießer (a la derecha) puede reconocerse el contorno de las antiguas bandas que cubrían el mentón

### La Virgen en el mercado del arte
Después de la muerte de Jakob Meyer, la pintura fue heredada por su hija Anna. Permaneció en poder de la familia hasta 1606, cuando los descendientes de Anna Meyer la vendieron por 100 coronas de oro al diplomático de Basilea Johann Lukas Iselin. Después de su muerte en 1626, adquirió la pintura el marchante de Ámsterdam Michel Le Blon, que ya poseía varias obras de Holbein, por un precio de 1000 imperiales. Probablemente, para obtener en el mercado del arte más provecho, Le Blon permitió que Bartholomaeus Sarburgh pintara una copia. También Remigius Faesch II, un descendiente de Anna Meyers, pidió a Sarburgh copias de las ilustraciones de Anna Meyer y el muchacho. Faesch poseía el retrato de Meyer y su segunda esposa, de Holbein, y quería completar la galería de sus antepasados. Le Blon vendió el original por 3000 florines al banquero Johannes Loessert en Ámsterdam. La falsificación fue igualmente a un banquero de Ámsterdam, quien entregó la pintura alrededor de 1690 a un acreedor veneciano. Legó la pintura a Cavaliere Zuane Dolphin (o Dolfino), donde pudo ser visitado por los graduados que hacían su Grand Tour. En 1743 el rey Augusto III de Sajonia y Polonia adquirió la para entonces famosa falsificación de Dolphin que, con el nombre de Madona de Holbein, entró en la Gemäldegalerie de Dresde.
El original pasó en 1709 de Loessert a Jakob Cromhout y fue subastada con el resto de su propiedad. Más tarde llegó a la posesión de los duques de Lorena y de allí al marchante Alexis Delahante. En 1822 Delahante presentó la pintura en el salón de su cuñado, el compositor Gaspare Spontini, en Berlín. El príncipe Guillermo de Prusia, hermano del rey pruso Federico Guillermo III, compró la pintura como regalo de cumpleaños para su esposa, la princesa Mariana de Hessen Homburg. La pintura estuvo primero en el Palacio Real de Berlín, hasta que a mediados del siglo XIX pasó a Darmstadt, después de que los grandes duques de Hesse y el Rin heredasen la pintura de la Virgen.
La pintura fue evacuada durante la Segunda Guerra Mundial a Silesia y así quedó protegida del fuego que devastó el castillo de Darmstadt en 1944. En febrero de 1945, junto a otras obras de arte llevadas al este, la Virgen de Darmstadt llegó a Coburgo, donde pudo ser recuperada en diciembre de 1945 por sus propietarios de Hesse, llevándola de nuevo a Darmstadt.
En 1967 una reproducción de la copia de Dresde decoraba las habitaciones privadas del villano Blofeld en la película de James Bond Sólo se vive dos veces.

### Original y falsificación

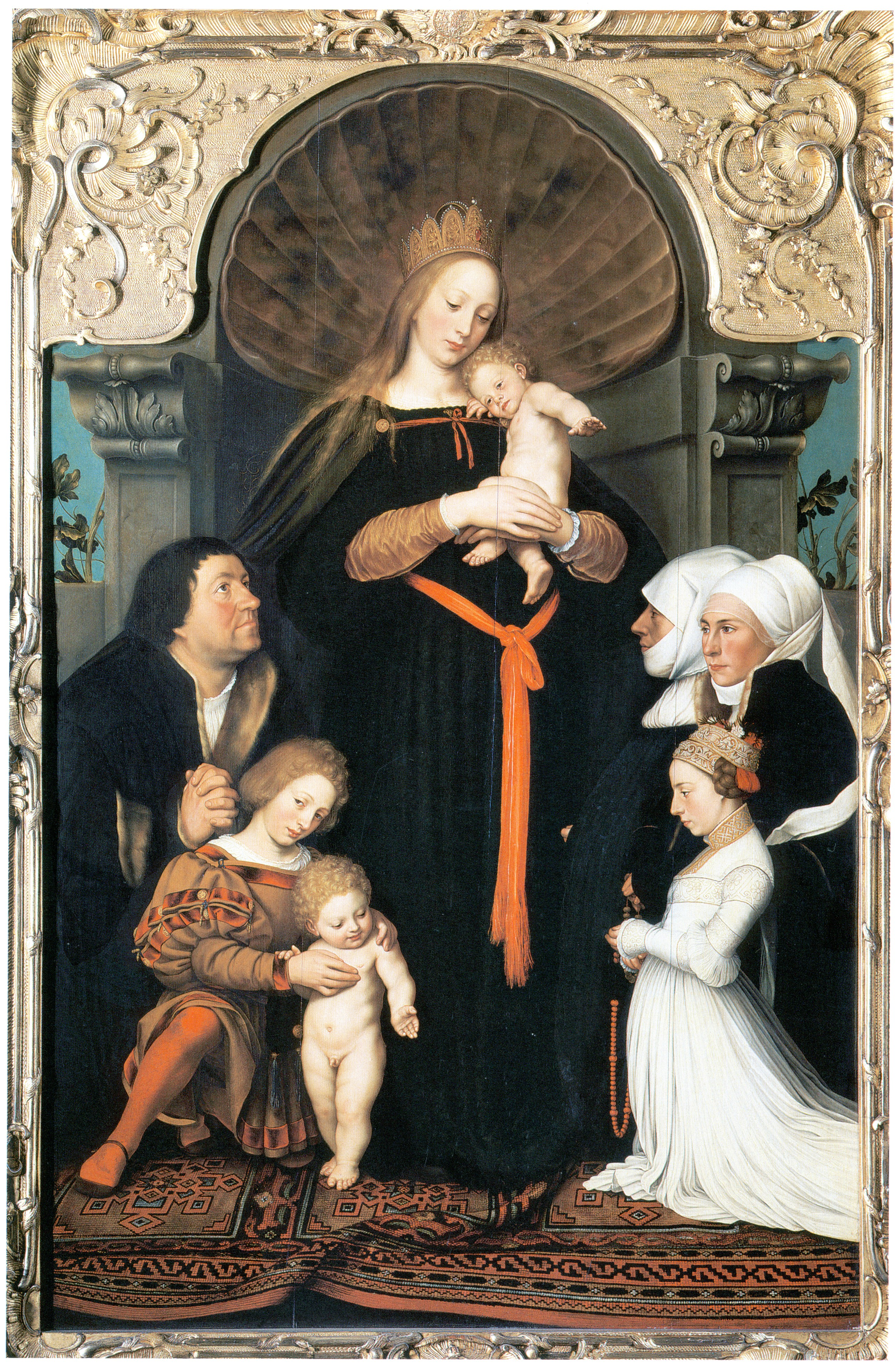
Copia de Dresde, por Bartholomäus Sarburgh

En el siglo XIX se debatió cual de las dos versiones era la original, si la de Dresde o la de Darmstadt. La pintura de Dresde era considerada más completa y bella. El copista del siglo XVII introdujo algunos cambios en la obra de Holbein, aquellos que al gusto decimonónico parecían corresponderse más al original de Holbein. Artistas, historiadores y aficionados al arte intervinieron en la controversia. Una exposición en particular, que tuvo lugar en Dresde en 1871, permitió al público formarse una opinión y escribirla. La participación fue pequeña, pero es considerada como la primera investigación empírica dentro de lo que es la estética psicológica. En contra de la opinión del público y de los artistas, los historiadores del arte consideraron definitivamente que la versión de Darmstadt era el original. Las investigaciones a través de rayos X e infrarrojos confirmó más tarde que la pintura de Darmstadt tuvo varios cambios, algunos de los cuales se ven a simple vista, y en correspondencia con los estudios a tiza previos, mientras que la pintura de Dresde muestra solo la última versión de la pintura de Darmstadt. En consecuencia, Emil Major atribuyó en 1910 la pintura de Dresde al pintor Bartholomaeus Sarburgh y la dató entre 1635 y 1637.

### Rafael y Holbein en elsigloXIX

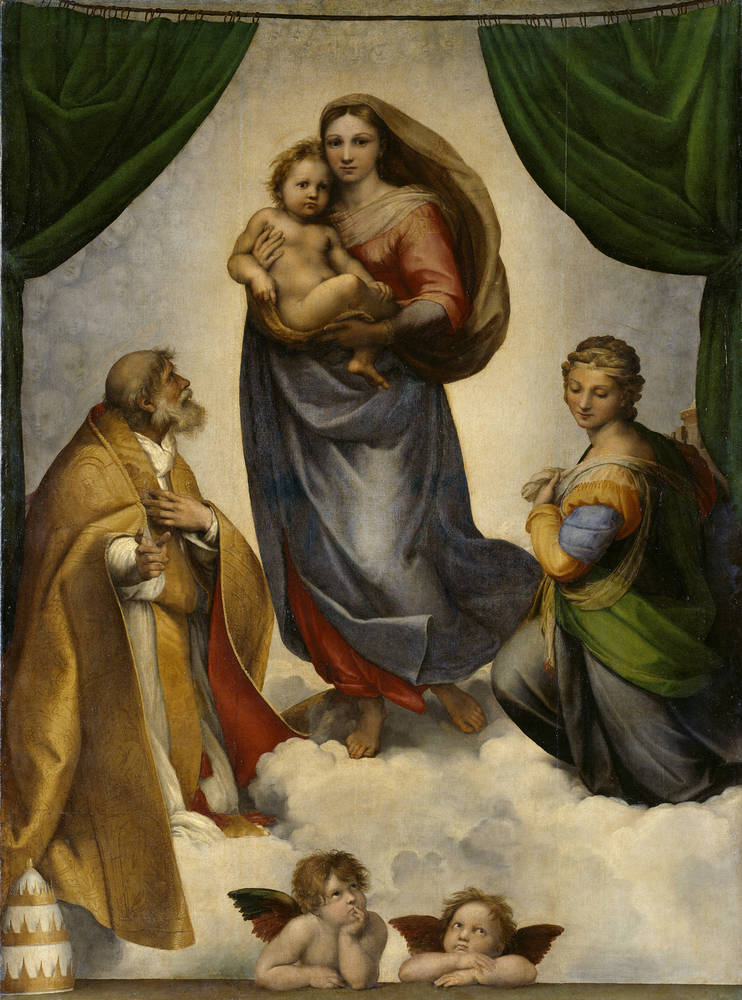
Virgen de san Sixto, de Rafael, 1512/1513

La Virgen de Dresde, en aquel entonces la copia más famosa, se exponía en la Gemäldegalerie Alte Meister, donde se encontraba también la Madona Sixtina de Rafael. Esto casi invitaba a la discusión de las diferencias y ventajas respectivas de ambas obras. El director de la galería de Dresde, Julius Schnorr von Carolsfeld publicó en 1855 la igualdad de las escuelas alemana e italiana, y lo aseguraba poniendo como ejemplo las Vírgenes de Holbein y de san Sixto. Holbein, como el «Rafael del Norte», desplazó a Durero como el más famoso artista germano. En la controversia de Dresde se defendía la autenticidad de la versión de Dresde que había sido estimada semejante a Rafael, lo que tenía una motivación nacionalista. Sigmund Freud escribió sobre esta Virgen de Dresde en diciembre de 1882, después de visitar la Gemäldegalerie.
Una interpretación usual en el siglo XIX fue considerarla una pintura votiva, basada en la leyenda de un intercambio de niños: unos padres con un niño enfermo vieron aparecer a la Virgen con el Niño Jesús en los brazos, que se lo entregó, tomando a su vez al niño enfermo. Esta interpretación se basaba sobre todo en la expresión de sufrimiento del Niño Jesús y la alegre expresión infantil, por contraste, del niño en el primer plano. Fue en parte aceptado que el niño enfermo era el del burgomaestre y que la pintura era un exvoto.

### Darmstadt y Frankfurt
Desde mediados del siglo XIX la pintura había estado en Darmstadt, y en el museo del Palacio del Gran Duque desde 1965. De la posesión de los grandes duques de Hesse pasó en 1997 a ser propiedad de la Fundación Hessiana. En el año 2003 se suscitaron rumores de que la corporación quería vender la preciosa pintura, para pagar derechos de sucesión. Finalmente el príncipe Donato de Hesse entregó la pintura en julio de 2003 como préstamo al Museo Städel de Fráncfort del Meno. Por lo tanto se hizo materia controvertida entre las instituciones políticas y culturales de Darmstadt y Fráncfort del Meno, queriendo cada una retener la pintura en su ciudad el mayor tiempo posible. En septiembre de 2003 la controversia se resolvió, cuando la Fundación Hessiana explicó «que la Virgen después de la exposición en el Städel de Fráncfort, regresaría a la ciudad de Darmstadt... Allí la Virgen de Holbein encontraría su lugar de exposición permanente después de la conclusión de la renovación del museo del estado federado». El Städel la exhibió allí en la primavera de 2004 con el título de "El burgomaestre, su pintor y su familia". Por primera vez sería expuesta al público la copia de Dresde junto al original, pero no pudo hacerse por razones de conservación. En 2008 regresaría la pintura a las zonas reacondicionadas del Museo del Palacio del Gran Duque en Darmstadt.

### 2011: venta a la Colección Würth
En 2011, la pintura de Holbein fue vendida (por unos 50 millones de euros) al magnate Reinhold Würth, con destino a la amplia colección de arte antiguo y moderno que la multinacional Würth exhibe en varios museos. En concreto, esta obra pasó a exponerse en la localidad de Schwäbisch Hall, en el museo llamado Sala Schwäbisch que el magnate instaló en una iglesia desacralizada, la Johanniterkirche .

## Análisis

### Estructura
Los distintos miembros de la familia Meyer son presentados a la Virgen, que está de pie en el centro, ligeramente vuelta hacia la derecha. Detrás de la Virgen aparece un nicho en forma de concha. Su tamaño excede del marco de la pintura. El manto de la Virgen se tiende, protector, hacia las figuras arrodilladas a la izquierda. Forma así los lados exteriores de una pirámide. Detrás de los miembros de la familia Meyer hay vistas de plantas (ramas de una higuera) y cielo y, por encima, unas volutas salientes que tienen igualmente un sentido protector. Por delante, una alfombra de dibujos geométricos preciosamente representados se tiende a los pies de la Virgen, con una marcada arruga.

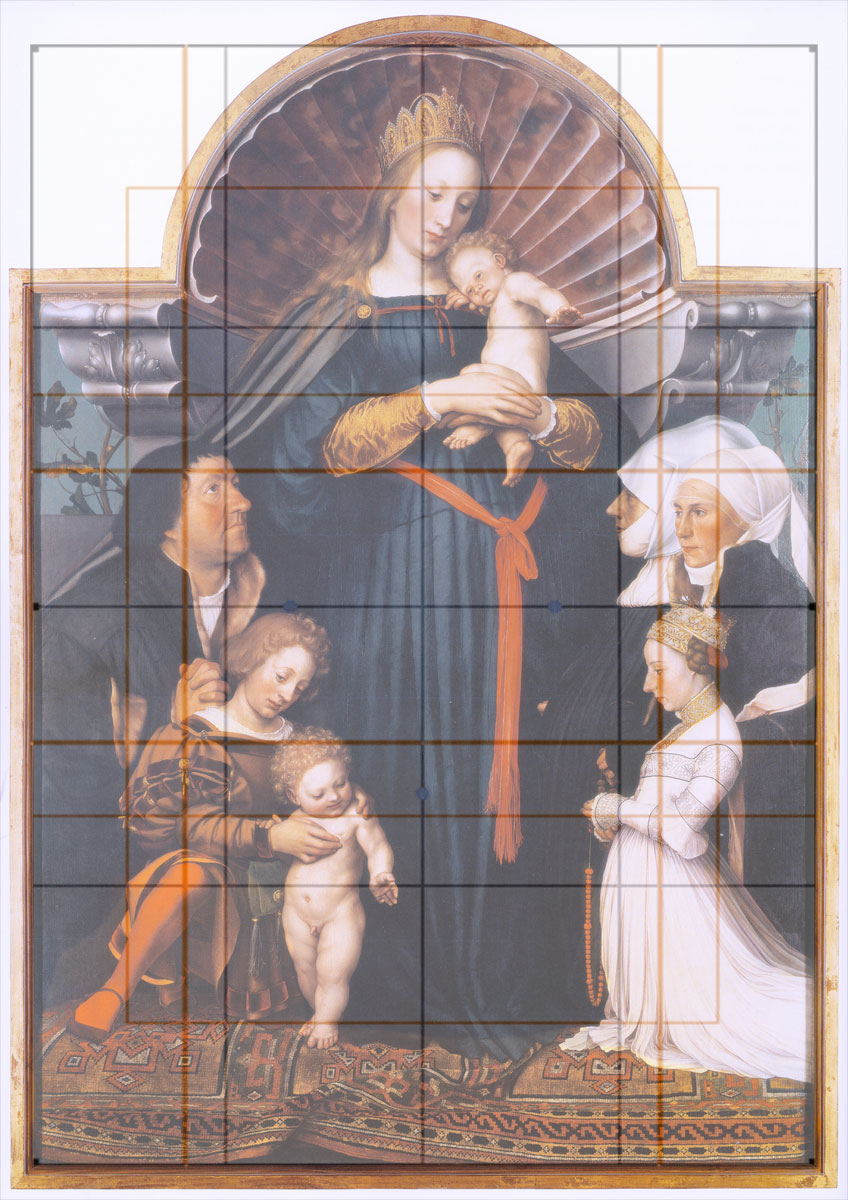
Una rejilla sobre la pintura cuyas líneas compartimentan el espacio en cuadros relacionados con la proporción áurea muestra el arreglo cuidadoso (el recinto, el apéndice) de la composición.

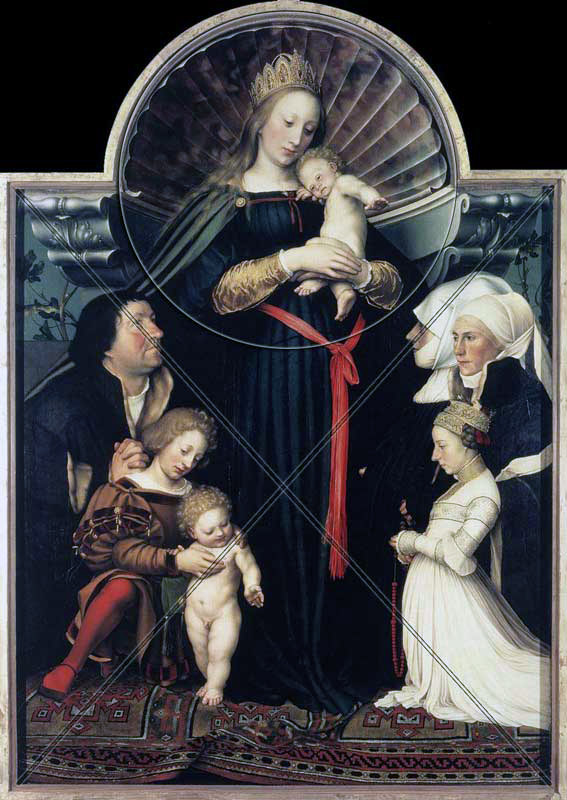
Plan de composición con diagonales y forma de un círculo

La cabeza y los brazos de la Virgen, con el Niño Jesús, ocupan su propio espacio separado, por encima de los que se arrodillan ante ella. Si se completa mentalmente el semicírculo del nicho de concha, que está detrás de la cabeza de María, hasta hacer un círculo, se obtiene un medallón circular con María y el Niño. El centro sería una perla aislada, que queda un poco por encima del broche dorado que sostiene el manto de la Virgen, lo cual es difícil de apreciar en las reproducciones. Este círculo cruzaría el nudo del cinturón rojo, y aislaría el espacio de María, al que sería ajena la familia del donante, del resto de la pintura.
El copista Sarburgh «corrigió» la perspectiva de Holbein y extendió el nicho en forma de concha hacia arriba. De esta manera se perdió el círculo en la composición, la perla quedaría descentrada.
María lleva una corona sobre la cabeza, y su cabello dorado le cae sobre los hombros. Viste un rico manto azul. Destaca el cinturón rojo atado flojamente bajo su vientre. Igualmente es de color rojo el lazo que une las dos partes del manto, con grandes botones redondos dorados en los extremos. Bajo la larga túnica puede verse el pie derecho de la Virgen con un zapato negro.
El Niño Jesús, desnudo, se sienta en el doblado brazo izquierdo de María. Apoya el brazo derecho en el hombro de su madre y estira hacia delante el izquierdo. La cara está rodeada de rizos rubios y tiene una expresión seria, casi de sufrimiento. María inclina la cabeza hacia el Niño.
Ópticamente, el cuadro aparece dividido a lo largo gracias al cinturón rojo de la Virgen. Las dos esposas del burgomaestre y su hija quedan a la derecha. A la izquierda, aparece el donante, Jakob Meyer, vestido con una capa de piel sobre una fina camisa blanca; su vista se dirige hacia la mano estirada del Niño Jesús. A su lado, su hijo de doce años que parece a punto de levantarse, vestido con un complejo traje marrón con adornos de terciopelo oscuro; avanza una pierna con una calza roja y un zapato negro. En su cinturón hay una bolsa verde. Su mirada se dirige hacia un punto por debajo del límite inferior del cuadro. Con las manos cubre al niño pequeño, desnudo, que vuelve su espalda a la escena. Este bebé rubio agarra al muchacho con su mano derecha y apunta con la izquierda hacia la arruga en la alfombra. Su mirada parece seguir su gesto.
A las mujeres de la derecha se les asigna un tercio del espacio, mientras que las tres figuras de la izquierda ocupan casi dos tercios del espacio pictórico. El niño mira de frente, mientras que los otros dos varones están representados en tres cuartos.
Las tres mujeres quedan una detrás de otra, apartadas del espectador. Magdalena parece mirar directamente a Jakob Meyer. Lleva una capucha blanca con una banda por la barbilla y una capa negra, asomando solo la punta de los dedos de su mano izquierda. Poco se ve de su rostro. Dorothea queda delante de ella, y gira un poco la mirada hacia el espectador. Está representada en perfil tres cuartos. Lleva igualmente una capucha blanca, que sin embargo deja libre su cara. Lleva un vestido con remates de pieles de damasco negro con adornos de terciopelo en la manga y el escote, que solo permite ver la punta de sus dedos, sosteniendo un rosario marrón. Ambas mujeres llevan la ropa típica en la época para ir a la iglesia.
Directamente enfrente de Dorothea Kannengiesser se arrodilla su hija, Anna Meyer, representada de perfil con un vestido blanco de detallado bordado en oro. El pelo retorcido es sujetado con las amplias cintas decoradas. En su mano lleva un rosario.
Este lado derecho de la imagen es más luminoso, gracias al vestido blanco de Anna Meyer y las capuchas blancas de las dos esposas de Jakob Meyer. En ambos lados, sin embargo, la figura más adelantada parece la más brillante lo que fortalece el efecto de profundidad en el cuadro. Destaca el color rojo de las calzas del chico, del rosario de Anna Meyer y del cinturón de la Virgen. Estos artículos de color escarlata describen un triángulo, que conecta ambos lados de la pintura con la forma de la Virgen.
Cabe destacar que las ocho figuras representadas no mantienen contacto visual entre sí. Solo Jakob Meyer parece tener una relación consciente con María y el Niño; el resto de personas resultan extrañamente solitarias e indiferentes.

### Estilo
Holbein unifica la influencia del arte renacentista italiano con el retrato típicamente nórdico.
Las figuras están en una disposición comprimida. Los cuerpos están modelados como estatuas, lo que evidencia, según algunos autores, que Hans Holbein estudió en Francia esculturas como las de Michel Colombe. En el rostro dulce de la Virgen y los rasgos suaves del hijo mayor del donante se ve la influencia de Leonardo da Vinci.
Se produce un fuerte contraste entre la Virgen, figura idealizada, y el realismo e individualización en los miembros de la familia Meyer.

### Tipo de pintura
La pintura combina características de diferentes tipos de pintura. En primer lugar recuerda a dos géneros muy extendidos en la época: por un lado, los cuadros de devoción con donante y, por otro el género típicamente italiano de Sacra conversazione o conversación sagrada, en los que aparece la Virgen y uno o más santos, dentro de una arquitectura. Sin embargo, la composición con la alfombra arrugada contiene un elemento de movimiento, que falta en estas formas tradicionales, bastante estáticas.
La Virgen de Darmstadt no pertenece claramente a un género. A diferencia de otros cuadros con donante de alrededor de 1500, aquí los donantes no son pequeños, sino grandes, diferenciándose de la Virgen solo por estar arrodillados y ella de pie. Una inclusión igualmente inusual de un donante en la representación de un evento religioso ocurre en la pintura de Joos van Cleve Triptychon mit der Beweinung Christi (1524). También funciona al mismo tiempo como un retrato de familia y apunta por lo tanto a los retratos cargados de simbolismo con accesorios, que Holbein pintaría más tarde en Inglaterra.
Además, hay otra diferencia con las sagradas conversaciones tradicionales, y es que aquí la Virgen no se encuentra rodeada de santos, sino de la familia del donante.
Un tercer tipo de cuadro con el que se le ha relacionado es el de la Virgen protectora que cubre a los donantes con su manto, como el que se ve en la tabla central del Políptico de la Misericordia de Piero della Francesca de mediados del siglo XV. Sin embargo, aquí la concha protectora toca al donante solo vagamente, y falta la tradicional diferencia de tamaño entre la Virgen protectora y los pequeños humanos que buscan su protección.
Lo que sí se descarta actualmente es que sea un exvoto, como se apuntó en el siglo XIX.
La pintura debió tener como principal función ser una imagen de devoción.

## Simbolismo
El simbolismo de la obra no ha sido aún aclarado plenamente. Hay conformidad en que debe tratarse de una composición para enfatizar el catolicismo de la familia Meyers, en particular su devoción hacia la Virgen atacada por la reforma. Probablemente Holbein representara aquí no solo el deseo de su cliente, sino sus propias convicciones, puesto que continuó con la antigua fe incluso después de la furia iconoclasta de Basilea en febrero de 1529.

### La Virgen

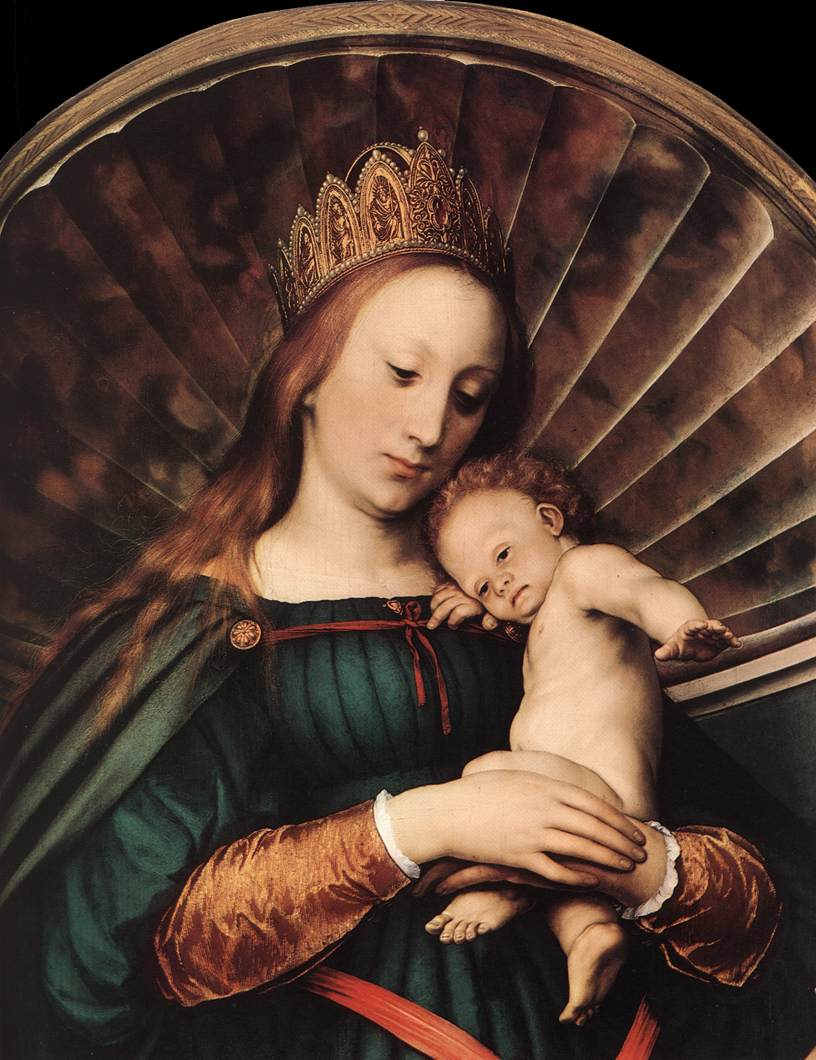
Grabado, cabeza de la Virgen y el Niño Jesús

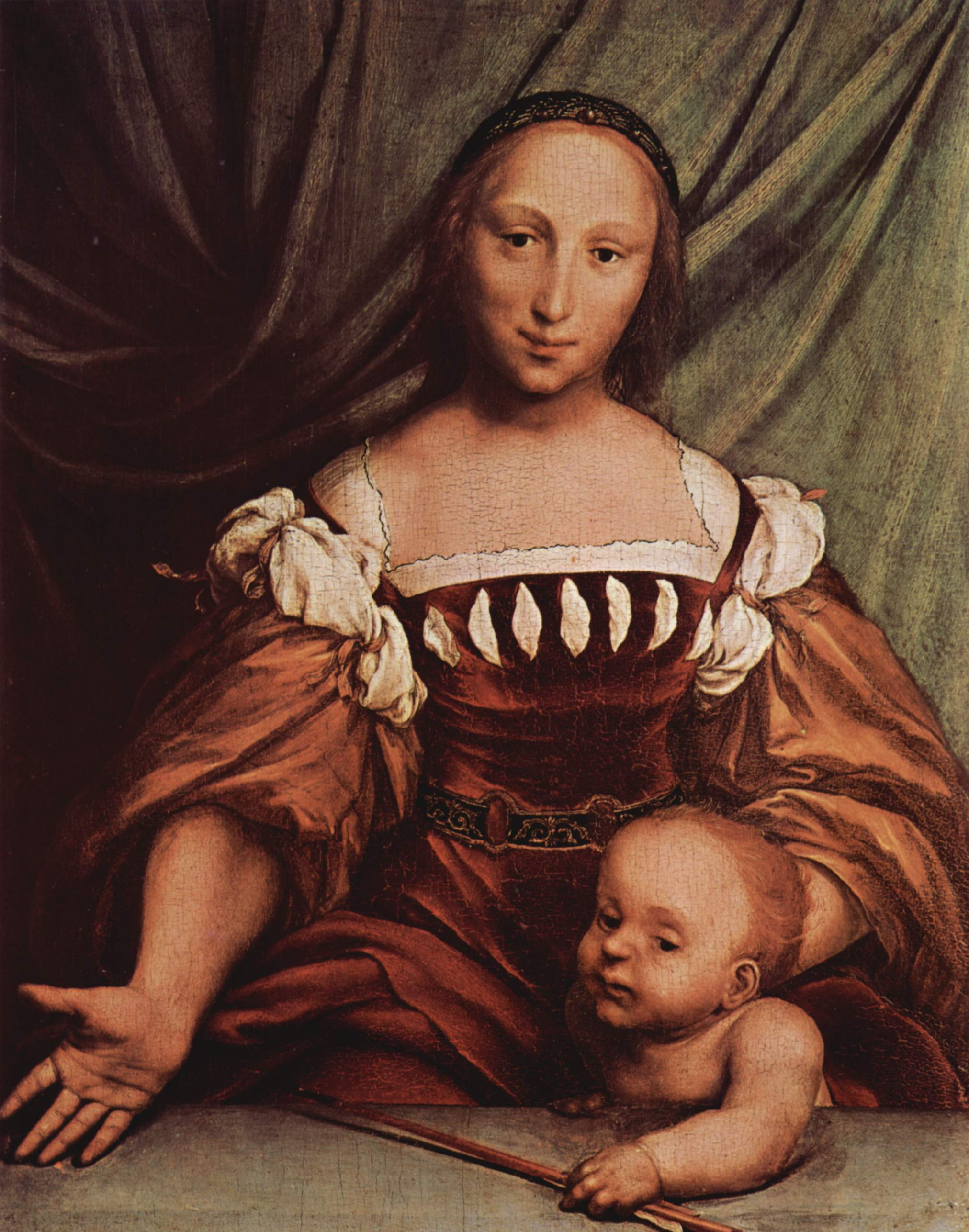
Venus y Amor de Hans Holbein el Joven, alrededor de 1524/25

La cara de la Virgen es en sí mismo un tipo de belleza, que usó Hans Holbein alrededor de 1524 por vez primera y también en su representación de Venus y Amor (1524/25) y desde el año 1526 se encuentra prácticamente idéntica en el cuadro de Lais Corinthiaca. Gracias a su rostro idealizado, la Virgen se diferencia claramente de los retratos de la familia Meyer.
Iconográficamente se sigue el modelo italiano de representación de la Virgen. Así se ve en cuanto a la concha y al manto protector que extiende sobre la familia del donante, aunque se ve poco y solo cae con facilidad alrededor de los hombros de Meyer y de su primera mujer, en lugar de ser una especie de tienda sobre las cabezas de toda la familia. Otro elemento iconográfico que se toma es que la Virgen está ante un trono, como en una sagrada conversación. Aunque en la Madona de Darmstadt no se ve ningún trono, la colocación de la figura ante el nicho en forma de concha muestra gran parecido con representaciones previas de la Virgen ante un trono. La tabla central del retablo de la Iglesia del Collegio Papio en Ascona de 1519 combina este tipo con un nicho de concha y una representación de la concha protectora de manera sorprendentemente similar a Holbein, aunque no está claro que Holbein hubiera podido conocer esta obra.

### La concha

El nacimiento de Venus, Sandro Botticelli, h. 1485

Que una concha forme el borde superior de un edículo, que enmarca a una figura en pie, es algo que se encuentra en la pintura renacentista italiana con frecuencia, usualmente como una cita antigua. Holbein ya había usado este motivo en otras ocasiones anteriores (en Die Heilige Sippe, hacia 1519/20 y Maria mit Kind und Ritter in einer Nische hacia 1523/24). No obstante, destaca la utilización de este motivo, que ya aparecía en la mitología griega aludiendo al nacimiento de Venus en el mar, y que fue un mito adaptado por el cristianismo, considerando a la Virgen como la concha en cuyo interior se forma la perla, esto es, el cuerpo terrestre de Cristo. La concha se refiere por lo tanto a dos cosas: la perfección de Cristo encarnado en la perla y al nacimiento de la Virgen, porque la perla crece en la concha y la abandona, sin alterarla.

### Ante los muros de la Jerusalén celeste

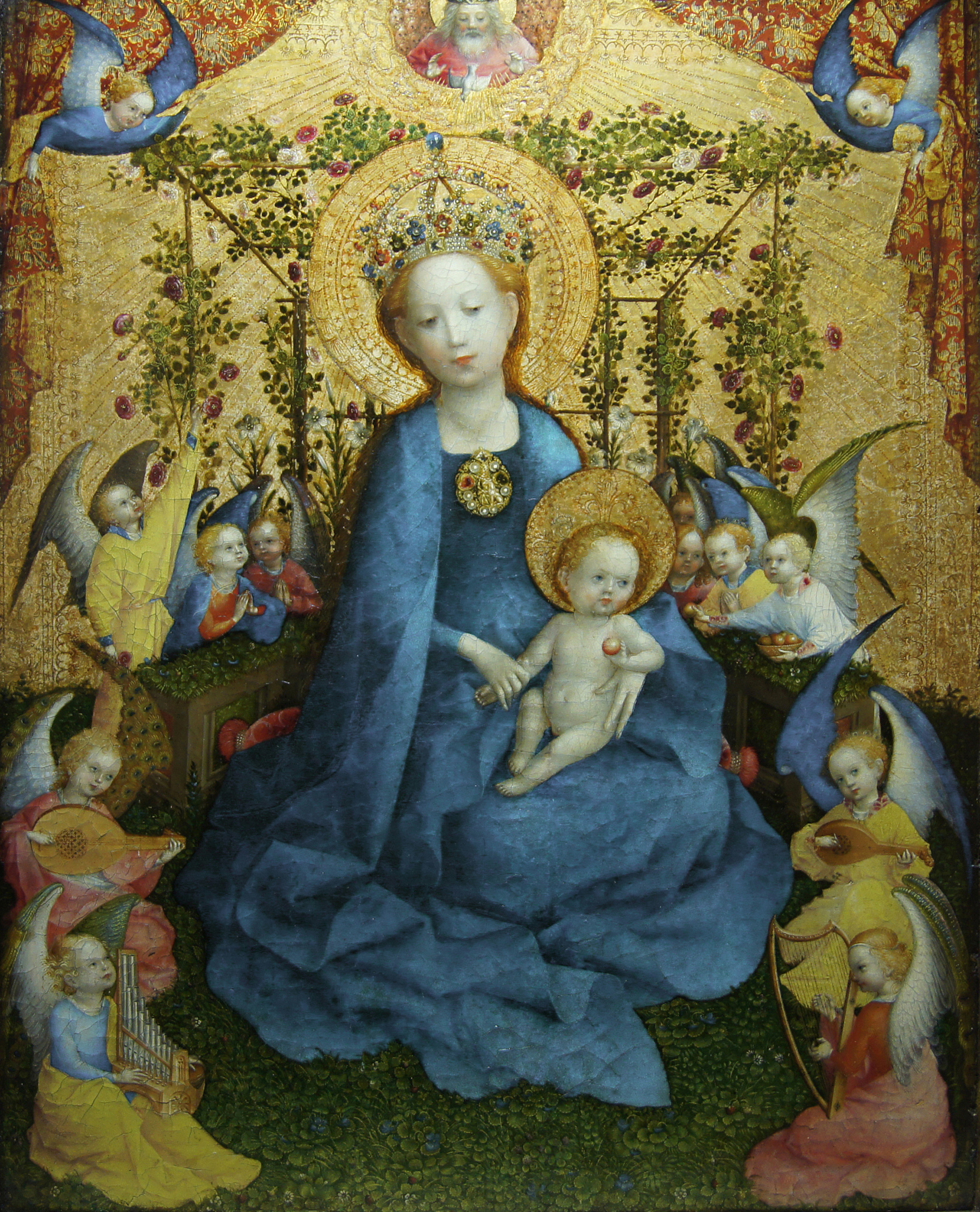
Virgen del rosal, Stefan Lochner, h. 1484

A izquierda y derecha se reconoce un muro en el fondo, detrás del cual se sugiere que hay un jardín con higueras, que como hortus conclusus es una metáfora del jardín del Edén. Ahora bien, a diferencia de otras representaciones marianas, aquí la Virgen está fuera de ese jardín del paraíso. Christl Auge interpreta en este punto a María como símbolo de porta coeli, la puerta hacia el paraíso. Esta interpretación vendría confirmada por la corona, formada por doce placas, como símbolo de la bíblica Jerusalén celeste.

### La higuera
La higuera, cuyas ramas pueden verse detrás del muro, recuerdan el Pecado original y la expulsión de Adán y Eva del paraíso. La higuera representa la tentación y contrasta con la parra como árbol de redención. Sin embargo, la higuera representada aquí con zarcillos delgados recuerda a la vid. No se sabe si Holbein representaba un híbrido o es que le resultaban desconocido el aspecto exacto de una higuera. Como atributo mariano, la higuera simboliza a nueva Eva que abrirá de nuevo el Paraíso a la Humanidad. Esta interpretación es subrayada por esa representación ambigua como higuera o vid. No obstante, Holbein volvió a usar ramas de higuera más tarde en retratos ejecutados en Inglaterra, como el de Lady Guildford.

### La corona

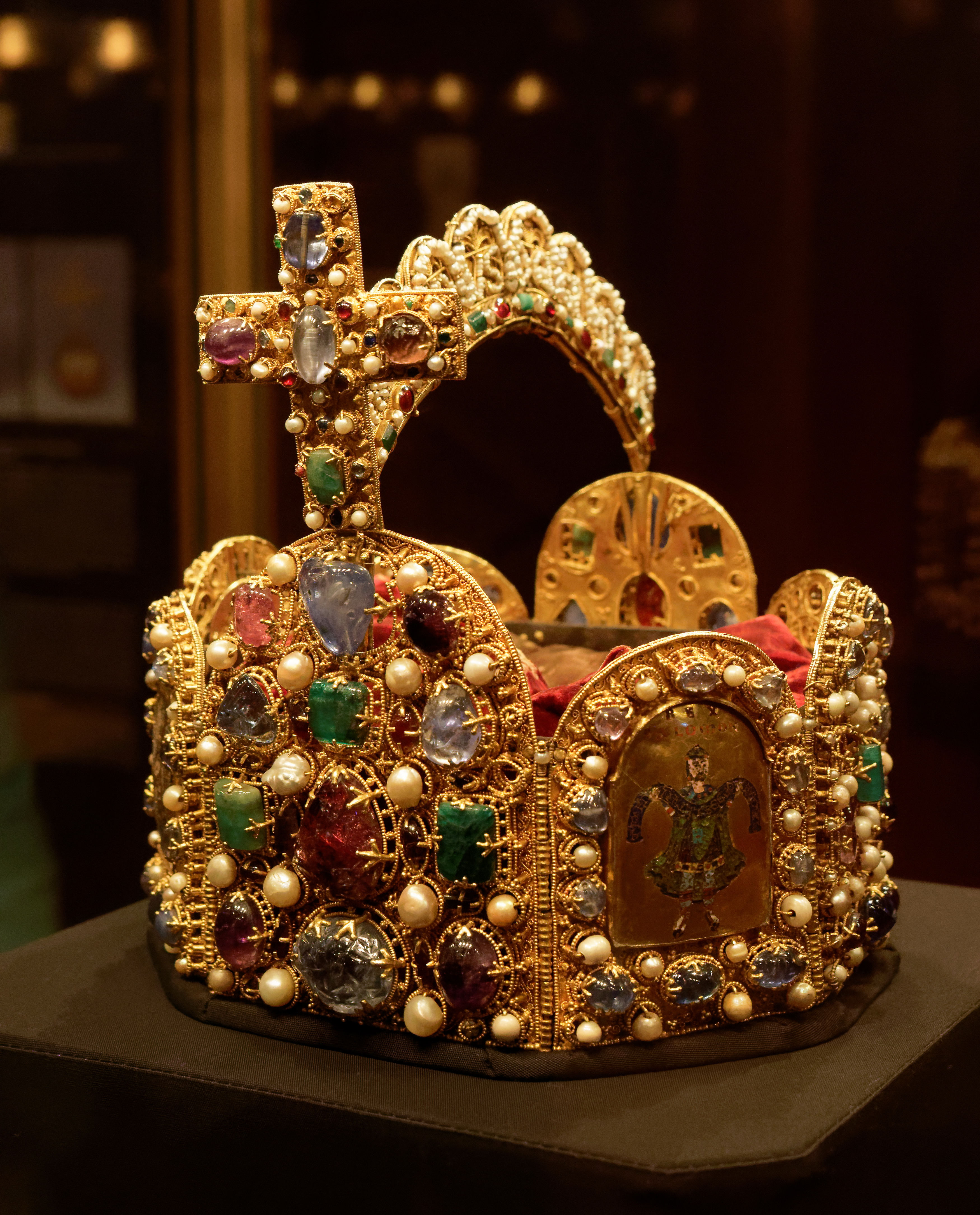
En la Schatzkammer vienesa, la corona imperial.

Holbein representa a la Virgen sin aureola y, en cambio, le pone una pesada corona encima de la cabeza. La representación con la corona eleva simbólicamente a María al rango de Ecclesia, a la personificación de la Iglesia. No obstante, este tipo de corona con placas no aparece en ninguna otra representación de la Virgen. El historiador de arte Nikolaus Meier advirtió que la corona de la Virgen de Holbein se parece mucho a la Corona imperial. A finales del siglo XV circulaban folletos con poderes supuestamente curativos en los que estaba representada la corona imperial de manera fácilmente identificable, aunque variaba el número exacto de placas y la decoración.
Las doce placas muestran doce reyes, lo que hace referencia a las doce tribus de Israel y a las paredes y puertas de la Jerusalén celeste. Ha de verse una actitud política del comitente, Jacob Meyer zum Hasen, en esta combinación de referencias a la corona como insignia de poder laico, a la que al mismo tiempo se añade una dimensión trascendental, con la iconografía religiosa de la Ecclesia.

### El Niño Jesús
El Niño Jesús vuelve casi su espalda al espectador y estira el brazo en un gesto casi de rechazo, lo que viene enfatizado por la palma dirigida hacia abajo. Posiblemente aquí se esté representando su rechazo a ser separado de María, como proclamaba la Reforma, que consideraba a María solo como una madre física, pero nada más, sin ninguna intervención en la buena nueva. Una actitud semejante de rechazo se encuentra en una pintura de 1528 para el ala del órgano de la catedral de Basilea, que se aparta del dibujo de 1523 en el que la Virgen y el Niño están íntimamente girados uno hacia otro.

### El cinturón rojo
El cinturón pintado de intenso color rojo no tiene, a diferencia de otras Vírgenes de Holbein, una función material, no ajusta el vestido, sino que cuelga flojamente. Obviamente se está representando aquí la leyenda de la donación del cinturón. Después de la asunción de María, el apóstol Tomás había dudado. La madre de Dios se le apareció y presentó su cinturón como prueba de su Ascensión física. El énfasis en el cinturón sería una confirmación de la assumptio Mariae, la admisión de María en el cielo.
El inusual y destacado color se refiere a la sangre y la Pasión de Cristo, así como a la muerte, y en el contexto de la reforma posiblemente también a sangrientas disputas sobre la fe. La forma abstracta del cinturón recuerda también una cruz en forma de Y, a la que apunta el Niño Jesús con el pie, aludiendo a su futura Pasión. El nudo del cinturón forma el centro óptico de la composición. La Pasión y el día de la Ascensión se convertirían así en la afirmación central de la pintura.
Además, esta forma Y puede entenderse como una alusión al dilema de Hércules o Hércules en la encrucijada, un tópico humanista que tenía un significado especial y en tiempos de reforma fue usado varias veces.

### El muchacho y el niño

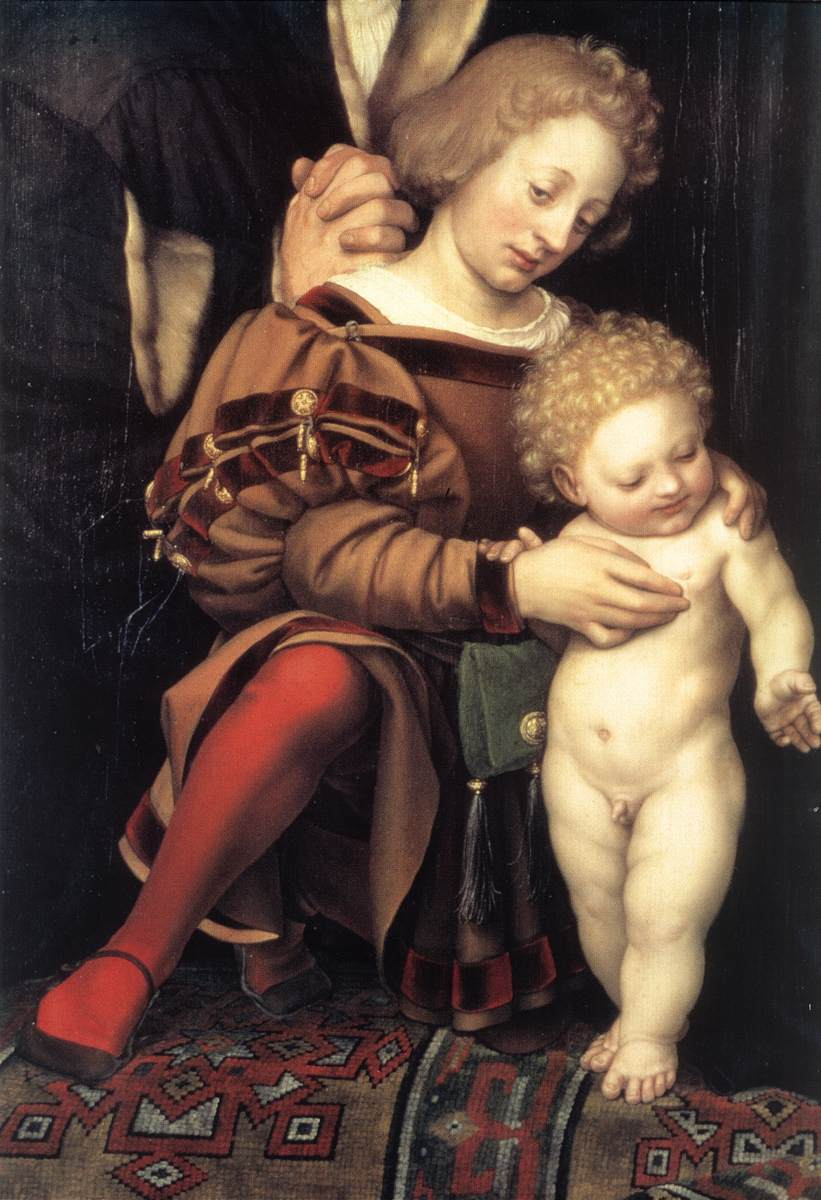
Detalle:muchacho y niño

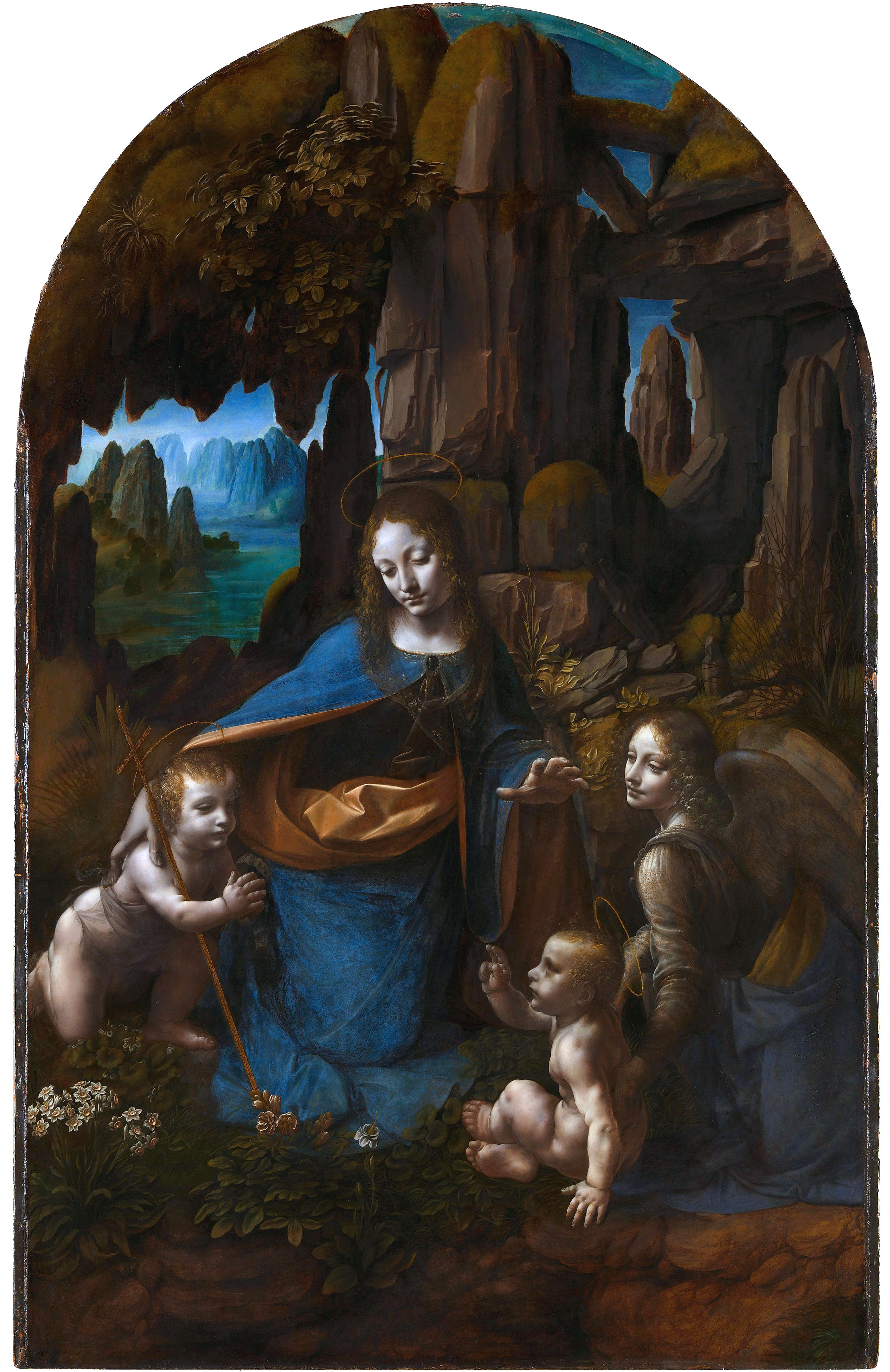
Virgen de las Rocas, de Leonardo da Vinci 1495–1508, National Gallery de Londres

El muchacho resulta «fisionómicamente como un hermano menor de la madre de Dios», cuya actitud parece imitar. Jochen Sander considera que el chico recuerda a la figura del ángel en la Virgen de las Rocas de Leonardo da Vinci, una pintura que considera que Holbein probablemente conocía y a la que recuerdan también las cabezas de María y del Niño Jesús.
El muchacho, vestido a la moda, lleva una llamativa bolsa colgada en el cinturón de color verde, atributo tradicional del santo peregrino Santiago. De ahí que pueda entenderse que sea una alusión al nombre del comitente. Esta interpretación del chico como un santo o un ángel es también apoyada por la historiadora del traje Jutta Zander-Seidel debido a sus ropas, complejas y a la moda. El chico contrasta con la familia del donante también por los adornos de sus ropas, reservadas en aquella época a la aristocracia. Más aún, cabe destacar que ni se arrodilla ni junta las manos en gesto de oración.
Tradicionalmente, el muchacho con el traje marrón y el bebé desnudo eran interpretados como hijos de Meyer, premuertos. Pero no hay referencias de que Meyer tuviera otra descendencia que su hija Anna. Hoy el niño desnudo es interpretado como san Juanito, esto es, una representación de san Juan Bautista de niño. Si se asume que la pintura fue concebida como un retablo, entonces el gesto de san Juanito se referiría a los dones de la Eucaristía sobre el altar. El niño está idealizado como la Virgen y el Niño Jesús. También es plausible una ulterior referencia a la Virgen de las Rocas de Leonardo, en la que ambos (san Juan y Jesucristo) aparecen como niños. Sería así la primera representación al norte de los Alpes de la Virgen con el Niño Jesús y san Juanito, un motivo por lo demás muy extendido en Italia.

### La arruga en la alfombra

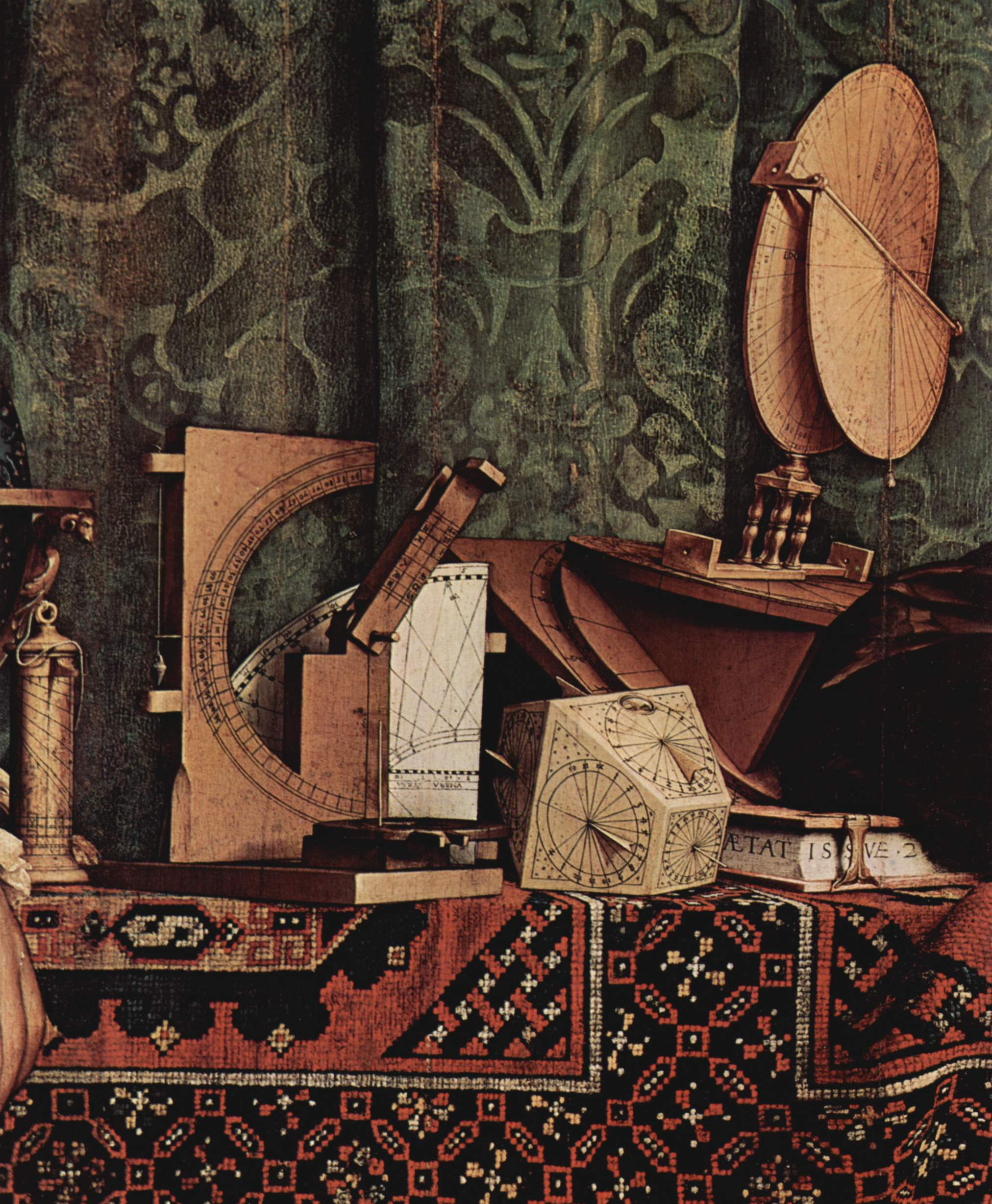
Detalle de Los Embajadores, también de Hans Holbein el Joven, 1533

La valiosa alfombra oriental subraya la nobleza de la Virgen. El hecho de que se extienda por toda la anchura de la tabla implica que incluye a los miembros de la familia Meyer en el ámbito de intimidad de la Virgen. La arruga que hábilmente pintó Holbein atrae la mirada del espectador al centro de la obra y al cinturón rojo. Además, es un elemento que dinamiza la imagen, como si la familia acabara de arrodillarse o si la Virgen se hubiera levantado del trono y hubiera movido la alfombra.
Christl Auge interpreta este elemento en clave abstracta, como la personificación del mal, a lo que se referiría el niño desnudo, que interpreta como la personificación del alma. La alfombra indicaría la amenaza de los turcos. Una alfombra doblada es un motivo que se reitera en obras posteriores de Holbein, como en la igualmente simbólica Los Embajadores (1533).
Las alfombras orientales se apreciaron en Europa ya durante la Edad Media, como muestran las pinturas italianas del siglo XIV y las nórdicas del XV. Normalmente procedían de Anatolia. El modelo del cuadro fue analizado en 1877 por Julius Lessing y comparada con otras originales. Aunque no pudo encontrar una alfombra original idéntica, le sirvió para acreditar, por las diferencias estilísticas en la representación, que la versión de Dresde era la más moderna, y la de Darmstadt, con su modelo de alfombra estrictamente geométrica, la más antigua y por lo tanto la original. Debido a las comparaciones de Lessing se creó la expresión Alfombra-Holbein para este tipo de alfombras orientales.

### El rosario

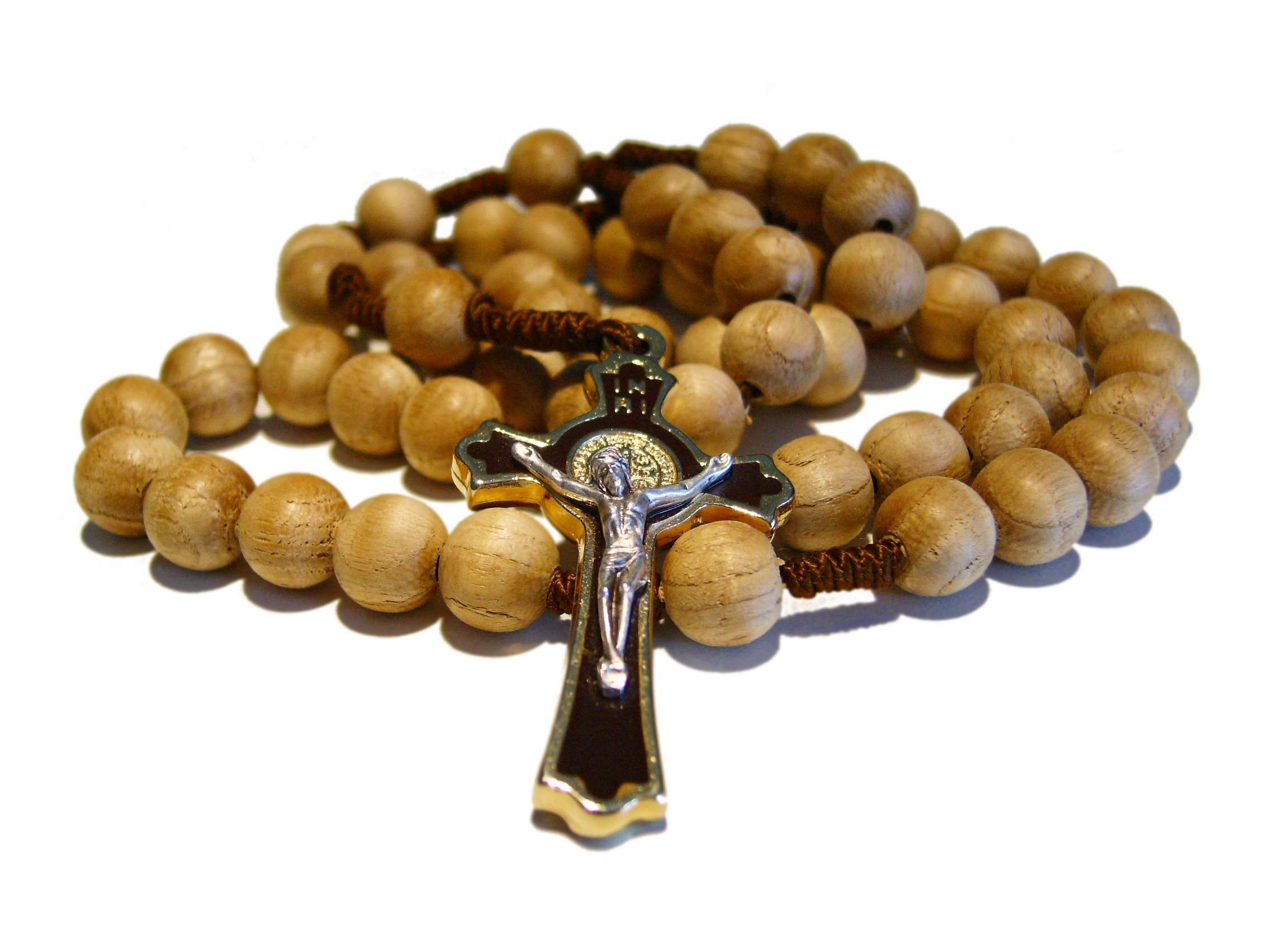
Moderno rosario católico con cuentas de madera

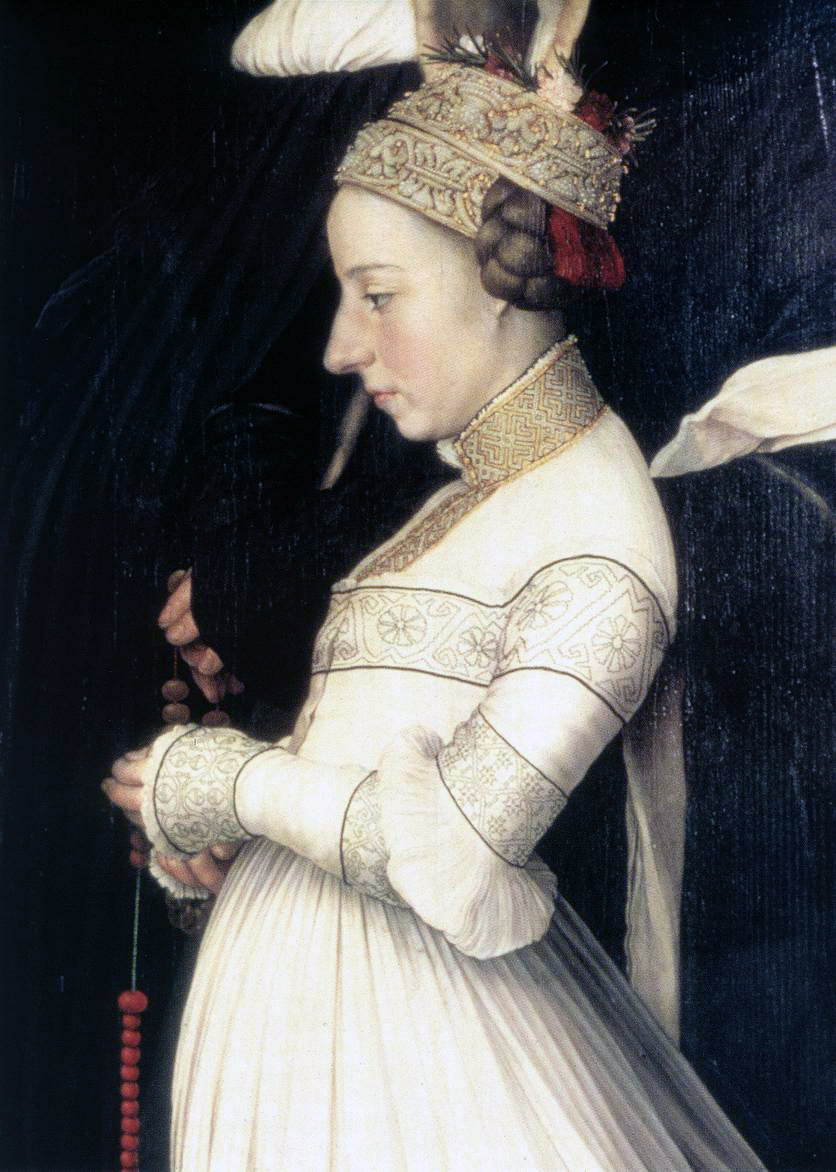
Detalle: Anna Meyer con rosario

El rosario está íntimamente relacionado con la profesión de fe, con la que comienza cada rezo. El color rojo del rosario que sostiene Anna Meyer en las manos, se corresponde con el color del cinturón y por lo tanto conecta la oración y la Pasión, que constituye el llamado «rosario doloroso», que está probablemente representado en la pintura. Según la leyenda, la Virgen María enseñó el rezo del rosario a santo Domingo. Lutero atacó duramente el rosario. Posiblemente este rosario esté hecho con corales, lo que se consideraba una protección contra los malos espíritus y las enfermedades.
También la madre de Anna, Dorothea Kannengießer, sostiene uno, aunque de un color más oscuro. No se ve claro si Magdalena Bär cuenta igualmente con uno, aunque a ello apunta la posición de su mano. Como medio de la fe, el rosario conecta la profesión de fe personal directamente con la veneración de la virgen de las mujeres representadas con el contenido simbólico de la pintura.

## Literatura
- Hans Holbeins Madonna im Städel. Der Bürgermeister, sein Maler und seine Familie. Ausstellungskatalog, Petersberg 2004, ISBN 3-937251-24-3. – Este catálogo de exposición contiene contribuciones originales así como cinco contribuciones aparecidas con anterioridad en revistas. Numerosas ilustraciones de gran tamaño.
- Oskar Bätschmann, Pascal Griener: Hans Holbein d. J. Die Darmstädter Madonna. Original gegen Fälschung. Fischer, Fráncfort del Meno 1998. – Pequeña introducción a la historia e interpretación de la pintura.
- Christl Auge: Zur Deutung der Darmstädter Madonna. Lang, Fráncfort del Meno 1993. – Tesis, análisis detallado de la pintura.
- Günther Grundmann: Die Darmstädter Madonna. Eduard Roether, Darmstadt 1959.
- Theodor Gaedertz: Hans Holbein der Jüngere und seine Madonna des Bürgermeisters Meyer. Mit den Abbildungen der Darmstädter und der Dresdener Madonna. Bolhoevener, Lübeck 1872.
- Gustav Theodor Fechner: Ueber die Aechtheitsfrage der Holbein’schen Madonna: Discussion und Acten. Breitkopf & Härtel, Leipzig 1871. – Documentación contemporánea sobre la controversia de Dresde.

## Enlaces
- Wikimedia Commons alberga una galería multimedia sobre Virgen del burgomaestre Meyer.
- El secreto de la Virgen de Darmstädt, historia e historias (en alemán)
- La obra, en la web de la Colección Würth

- Datos: Q455319
- Multimedia: Darmstädter Madonna by Hans Holbein (II) / Q455319